# Toni Garrn
Antonia "Toni" Garrn (Hamburgo; 7 de julio de 1992) es una supermodelo y actriz alemana. En 2008, consiguió su gran oportunidad en la industria de la moda tras firmar un exclusivo contrato con Calvin Klein.

## Comienzos
Antonia "Toni" Garrn nació en Hamburgo, Alemania. Su padre trabaja en una refinería de petróleo y su madre es una mujer de negocios. Tiene un hermano mayor, Niklas, que también es modelo. Cuando Toni tenía dos años, se mudó con su familia a Londres, y más tarde a Atenas cuando tenía seis años. A la edad de 10, se mudó de nuevo a Hamburgo con su familia.
Cuando Garrn tenía 13 años, fue descubierta por Claudia Midolo, la dueña de la agencia de modelos alemana Modelwerk durante la Copa Mundial de la FIFA 2006 en su ciudad natal de Hamburgo, y más tarde firmaría con la agencia de Nueva York Women Management.

## Carrera
Toni Garrn debutó en la pasarela a los 15 años como modelo exclusiva para el desfile de Calvin Klein Primavera/Verano 2008 en Nueva York. Después apareció en la campaña publicitaria del diseñador. La temporada siguiente volvió a desfilar exclusivamente para Calvin Klein. En la temporada de 2009, desfiló en más de 60 desfiles para prestigiosos diseñadores como Stella McCartney, Dior, Louis Vuitton, Chanel, Hermès, Dolce & Gabbana, Michael Kors y otros durante la semanas de la moda.
Ha aparecido en revistas como Vogue (París, Italia, Alemania, Rusia, China, España, México, Japón, Corea, EE. UU.),Muse, Elle (EE. UU., Italia, Francia), Numéro (Francia, Tokio), Glamour (EE. UU.), Marie-Claire (Italia), Another Magazine, Harper's Bazaar (EE. UU.), i-D y en las portadas de la revista Tush y en la revista V como la modelo que ocupaba el octavo lugar de la primavera de 2008. También cubrió la portada de la edición de febrero de 2009 de la revista Numéro para su portada número 100.
El currículum de Garrn incluye también anuncios publicitarios para Calvin Klein, Prada, Versace, Cartier (Perfumes), Jill Stuart, Fendi, Chloé, Emporio Armani, Hugo Boss, Zara, H&M, Dior, Donna Karan (Moda) JOOP!, Shiseido, Filippa K, J.Crew, Neiman Marcus, Givenchy (Maquillaje) y otros como Tommy Hilfiger, Juicy Couture, Massimo Dutti, Max Mara, Peek & Cloppenburg, Express, Ralph Lauren, Burberry, L’Oréal, Biotherm, NARS Cosmetics, Mango, Ann Taylor y Blumarine.
Toni Garrn ha trabajado con fotógrafos como Steven Meisel, Peter Lindbergh, Karl Lagerfeld, Paolo Roversi, Sølve Sundsbø, Mariano Vivanco, Miles Aldridge, Craig McDean, Corinne Day, Camilla Åkrans, Ellen von Unwerth, Manfred Baumann, Victor Demarchelier, Ralph Mecke, Greg Kadel y Mario Testino.
A principios de 2012, volvió a entrar en la lista de las 50 Mejores Modelos del panorama internacional de la página models.com, situada en el puesto 20. Había aparecido ya en la lista en el año 2009, por entonces en el puesto 11.

## Victoria's Secret
En otoño de 2011, Toni empezó a trabajar para Victoria's Secret, apareciendo en primer lugar en sus catálogos de moda. Poco después desfiló en el desfile de 2011, e hizo una sesión de fotos para la línea PINK con la también modelo Shanina Shaik. Aunque su primer casting para el desfile de Victoria's Secret fue realmente en 2010, pero finalmente no fue requerida para el desfile de ese año.
En abril de 2012, se informó incorrectamente por los medios de comunicación que Toni había sido elegida para ser un ángel oficial de Victoria's Secret. Las noticias estaban todas basadas en un tuit engañoso de la cuenta oficial de Victoria's Secret que mencionaba a Toni como "#NewAngel". Poco después se desveló que Garrn simplemente había sido elegida para protagonizar la campaña de Victoria's Secret de la línea "Dream Angel" junto a Erin Heatherton y Lindsay Ellingson, así como el anuncio "Angels in love".
El 17 de abril de 2012, Toni y los ángeles de Victoria's Secret, Erin Heatherton y Lindsay Ellingson, lanzaron la fragancia de Victoria's Secret "Love is Heavenly" en la tienda de Victoria's Secret en el Soho. En noviembre de 2012, Toni desfiló en la pasarela de Victoria's Secret por segunda vez, cerrando el desfile. También desfiló en 2013. Después de 4 años de ausencia, Toni hizo su regreso a la marca en 2018.

## Vida personal
Toni vivía en un apartamento en el distrito financiero de Manhattan en la ciudad de Nueva York con su mejor amiga Ali Stephens. Es amiga de las modelos Karlie Kloss, Andreea Diaconu, Ginta Lapiņa, Kendra Spears, Kasia Struss, Jourdan Dunn, Sigrid Agren, Constance Jablonski y Taryn Davidson.
Se saltó la semana de la moda en febrero de 2010 con el fin de centrarse en los exámenes finales del Abitur. Uno de sus talentos es el piano.
En mayo de 2013 se  dijo que Toni salía con el actor estadounidense Leonardo DiCaprio. La relación finalizó en diciembre de 2014, tras un año y siete meses de noviazgo. En 2015 inició una relación con el jugador de baloncesto Chandler Parsons, la cual finalizó un año después, presuntamente por una infidelidad de Parsons.
Garrn se comprometió con el actor Alex Pettyfer el día de Navidad de 2019. Se casaron en octubre de 2020. En marzo de 2021 anunciaron que estaban esperando su primer hijo. Su hija, Luca Malaika, nació en julio de 2021.

Después de casi un año de casados, el 22 de abril del 2023, anunció su divorcio a través de su cuenta de instagram.